# Contea di Goheung
La contea di Goheung (Goheung-gun; 고흥군; 高興郡) è una delle suddivisioni della provincia sudcoreana del Sud Jeolla.